# Андреєвський Валентин Павлович
Валенти́н Па́влович Андреєвський (Андрієвський) (нар. 30 червня 1913, місто Харків, тепер Харківської області — 18 вересня 1998, місто Харків Харківської області) — український радянський діяч, новатор виробництва, регулювальник, бригадир комплексної бригади регулювальників Харківського електромеханічного заводу (радіозаводу «Протон») Харківської області. Депутат Верховної Ради УРСР 7—8-го скликань. Герой Соціалістичної Праці (29.07.1966).

## Біографія
У 1931 році закінчив Харківський технікум зв'язку.
У 1931—1935 роках працював зв'язківцем у Бердичівській будівельній конторі на Житомирщині, а потім у Харківському будівельному тресті.
У 1935—1937 роках — у Червоній армії, учасник боїв проти японських військ на Халхин-Голі.
У 1937—1941 роках — настроювач Харківського державного союзного заводу № 193 Народного комісаріату оборонної промисловості (з січня 1939 — авіаційної промисловості, а з квітня 1940 — електропромисловості) СРСР. Літом 1941 року разом із заводом був евакуйований у місто Каслі Челябінської області РРФСР.
У 1942—1946 роках — у Червоній армії. Служив курсантом 1-го Тюменського піхотного училища. Потім командував стрілецьким взводом у цьому ж училищі, готував кадри зв'язківців для фронту. У 1946 році демобілізувався і переїхав до Харкова.
У 1946—1984 роках — регулювальник, бригадир комплексної бригади регулювальників, контролер Харківського державного союзного електромеханічного заводу № 158 Міністерства радіопромисловості СРСР (з 1966 року — Харківського радіозаводу «Протон» Харківського виробничого об'єднання «Протон»).
Керована Андреєвським комплексна бригада за 7 років виконала 12 річних норм, за рік виконувала норми виробітку на 150—160 % при відмінній якості продукції.
Андреєвський був автором 24 раціоналізаторських пропозицій, впровадження яких дало десятки тисяч карбованців економії.
З 1984 року — на пенсії у місті Харкові.

## Звання
- лейтенант

## Нагороди
- Герой Соціалістичної Праці (29.07.1966)
- орден Леніна (29.07.1966)
- ордени
- медалі